# فاليكا كابيلا
فاليكا كابيلا، هي سلسلة جبال كبيرة في شرق غورسكي كوتار بكرواتيا.